# Coumelade
Die Coumelade (französisch: Rivière de la Coumelade, katalanisch: Comalada) ist ein Gebirgsfluss in Frankreich, der im Département Pyrénées-Orientales in der Region Okzitanien verläuft. Sie entspringt im Canigou-Massiv, an der Südost-Flanke des Gipfels Puig Roja (2721 m), im Gemeindegebiet von Le Tech. Der Fluss entwässert durch das Naturschutzgebiet Vallespir in Richtung Südost und mündet nach rund 15 Kilometern im selben Gemeindegebiet von Le Tech als linker Nebenfluss in den Tech.

## Orte am Fluss
(Reihenfolge in Fließrichtung)
- Sant Guillem, Gemeinde Le Tech
- L’Allau, Gemeinde Le Tech
- Benat, Gemeinde Le Tech
- Le Tech